# Torneo de Tokio 2010
El Torneo de Tokio es un evento de tenis que se disputa en Tokio, Japón,  se juega entre el 4 de octubre y el 10 de octubre de 2010.

## Campeones
- Individuales masculinos:  Rafael Nadal derrota a   Gaël Monfils, 6–1, 7–5.

- Dobles masculinos:  Eric Butorac /  Jean-Julien Rojer   derrotan a  Andreas Seppi /  Dmitry Tursunov, 6–3, 6–2.